# Marketing na Internet pretraživačima
Marketing na Internet pretraživačima (енгл. Search Engine Marketing), skraćeno SEM, predstavlja jednu od formi Internet marketinga koja nastoji da promoviše veb sajtove tako što se povećava njihova vidljivost na stranicama rezultata pretrage (eng. Search Engine Result Pages - SERPs). Marketing na Internet pretraživačima je termin koji pokriva dve oblasti: poboljšanje saobraćaja ka sajtu kroz optimizaciju veb sajtova za pretraživače (eng. Search Engine Optimization - SEO) i poboljšanje saobraćaja kroz plaćeno oglašavanje na pretraživačima.

## Istorija
Termin “Marketing na Internet pretraživačima” (SEM) je 2001. predložio Deni Salivan kao termin koji bi pokrio spektar aktivnosti kao što su SEO, upravljanje plaćenim rezultatima pretrage, podnošenje sajtova direktorijumima, kontekstualno oglašavanje i optimizacija digitalne svojine. Od svog nastanka, sredinom devedesetih, pretraživači su imali samo organske ("natural", "organic", "un-paid", "algorithmic") rezultate pretrage i jedini način za poboljšanje pozicije na pretraživačima bio je SEO. Do promene dolazi 1996. kada ja Open text, jedan od tada vodećih pretraživača, uveo plaćene rezultate pretrage. Iako su ovi rezultati bili jasno označeni kako bi se razlikovali od organskih rezultata pretrage, ovaj servis je tada doživeo neuspeh i Open text ga je izdbacio iz svojih usluga. Do povratka plaćenih rezultata pretrage dolazi početkom 1998. kada je pokrenut pretraživač GoTo koji je nudio uslugu plati-za-poziciju (eng. pay-for-placement) gde su vlasnici sajtova mogli da se nadmeću za poziciju na rezultatima pretrage. GoTo je 2001. preimenovan u Overture, a 2003. ga ja kupio Yahoo! i inkorporisao u svoju diviziju nazvanu Yahoo Search Marketing. Google je 2000. godine pokrenuo svoj AdWords program koji je pružao mogućnost oglašavanja na stranicama rezultata pretrage. Google jako brzo postaje vodeći pretraživač na tržištu, a AdWords najtraženiji program oglašavanje na pretratraživačima. Neki od danas najčešće korišćenih programa za reklamiranje na pretraživačima su Google AdWords, Yahoo! Search Marketing, Microsoft Bing Ads i Ask.

## SEO i plaćeno oglašavanje na pretraživačima
SEO – Optimizacija veb sajtova za pretraživače jeste proces poboljšanja količine i/ili kvaliteta saobraćaja ka stranici ili sajtu koji stiže preko pretraživača preko prirodnih ("natural", "organic", "un-paid", "algorithmic") rezultata pretrage. Kako bi se to postiglo koriste se neke od tehnika kao što su izmene HTML koda, dizajna i organizacije stranice u cilju da stranice postanu "search engine friendly".
Plaćeno oglašavanje na pretraživačima (eng. paid search marketing) jeste proces poboljšanja količine i/ili kvaliteta saobraćaja ka stranici ili sajtu kupovinom oglasa na pretraživačima . Još se može nazvati i kao CPC (cost-per-click) ili PPC (pay-per-click) marketing jer najveći broj oglasa na pretraživačima se prodaje na bazi CPC/PPC. CPC predstavlja količinu novca koji se plaća za klik na sajt. PPC je sistem oglašavanja u kom strana koja se oglašava naglašava cenu koju koju je spremna da plati za klik na njihov sajt. Stranica sa rezultatima pretrage obično sadrži kombinaciju prirodnih i plaćenih rezultata pretrage. Obično su, ali ne i uvek, plaćeni rezultati pretrage na neki način označeni kako bi korisnici pretraživača mogli da ih razlikuju od pripodnih rezulatata pretrage.
Marketing na Internet pretraživačima (SEM) je termin koji obuhvata i SEO i plaćeno oglašavanje na pretraživačima, ali dosta ljudi koristi termin "Marketing na Internet pretraživačima" kada misli samo na plaćeno oglašavanje na pretraživačima.
Kontekstualno oglašavanje (eng. Contextual advertising) je još jedan oblik marketinga na Internet pretraživačima koji omogućava da se oglasi naručitelja dobro usmere na one veb stranice i to sa onim veb sadržajem koji najviše odgovara oglašivaču. Dobro usmeravanje se postiže odabirom fraza ili reči koje se zovu "ključne reči" (eng. keywords), a na osnovu ključnih reči koje korisnik unosi za pretragu ti oglasi se mogu prikazati i na stranicama rezultata pretrage.

## Kritika
Plaćeno oglašavanje na pretraživačima kao deo marketinga na Internet pretraživačima je od svojih početaka pratila kontroverza. Pojedini kritičari plaćenog oglašavanja na pretraživačima navode kako na taj način pretraživači vraćaju rezultate koji su bazirani više na strani ekonomskog interesa veb sajta, a manje na značaju koji taj sajt ima za krajne korisnike. Pitanje o tome kako pretraživači predstavljaju oglase na svojim stranicama rezultata pretrage je bila tema serije studija i izveštaja koje su sprovodili i pisali američki magazin Consumer Reports. Savezna Trgovinska Komisija (eng. Federal Trade Commission) je 2002. godine izdala dopis o važnosti prestanka plaćenog oglašavanja na pretraživačima.
Neki pretraživači, kao što je Yahoo!, koriste Paid inclusion program koji meša plaćene razultate pretrage sa prirodnim rezultatima dok drugi, poput Google-a ne omogućavaju vlasnicima veb sajtova da koriste taj program (plaćeni rezultati pretrage su prikazani odvojeno i označeni kao oglasi ). Paid inclusion program je praksa naplaćivanja rangiranja plaćenih rezultata pretrage na pretraživačima sa prirodnim “neplaćenim” rezultatima pretarage, ali tako da se bolji rangovi ne podrazumevaju, već ako su ti sajtovi rangirani bolje, iza toga stoji niz ponuđenih objašnjenja kako se to “prirodno” desilo. Ovaj program se našao na meti kritičara , međutim zagovornici ovog programa insistiraju da ovo nisu oglasi u pravom smislu jer vlasnici sajtova ne mogu da kontrolišu rang, čak ni to da li će biti prikazani korisnicima. 